# Canal de la Gouwe
Le Canal de la Gouwe (en néerlandais Gouwekanaal) est un canal néerlandais de la Hollande-Méridionale, d'une longueur de 2 200 mètres. Le canal relie l'IJssel hollandais à la Gouwe, et permet de contourner la ville de Gouda sans passer par le centre.
Les travaux de préparation débutèrent pendant l'été 1927. La construction a été réalisée par des chômeurs, dans le cadre d'un projet d'assistance par le travail. Environ 300 personnes ont creusé à la pelle pendant près de 9 ans. La durée a été aussi longue à la suite des problèmes rencontrés avec le faible sol marécageux.
Le canal a été construit pour améliorer l'itinéraire de navigation fluviale entre Rotterdam et Amsterdam. Auparavant, il fallait passer à travers le centre ville de Gouda, ce qui prenait parfois jusqu'à 30 heures de trajet. De plus, les bateaux dépassant un certain gabarit ne passaient que difficilement les petites écluses de la ville.
Afin de gérer l'aménagement des eaux et le maintien des marées de l'IJssel hollandais, on a construit un grand ensemble d'écluse à l'ouest de la ville, les Écluses Juliana.
Le Canal de la Gouwe est toujours un itinéraire très fréquenté, aussi bien par la navigation professionnelle que pour la plaisance.

## Source
- (nl) Cet article est partiellement ou en totalité issu de l’article de Wikipédia en néerlandais intitulé « Gouwekanaal » (voir la liste des auteurs).